# Bachi, Belgaum
Bachi là một làng thuộc tehsil Belgaum, huyện Belgaum, bang Karnataka, Ấn Độ.